# Tweede Kamerverkiezingen 1977/Kandidatenlijst/CDA
Dit is de kandidatenlijst voor de Tweede Kamerverkiezingen 1977 van het Christen-Democratisch Appèl (CDA). De lijst was een samenwerking tussen de grootste drie christendemocratische partijen die Nederland toen kende, de Katholieke Volkspartij (KVP), de Anti-Revolutionaire Partij (ARP) en de Christelijk-Historische Unie (CHU). Er werd gebruik gemaakt van zes regionale lijsten, waarbij de verdeling van de plaatsen daarop tussen de partijen verdeeld werden op basis van hun regionale populariteit. Dit betekende dat de KVP sterker vertegenwoordigd was in het katholieke zuiden, terwijl de protestantse ARP en CHU in het noorden het sterkst vertegenwoordigd waren. Lijsttrekker van de combinatie was vicepremier Dries van Agt, waarna voor elke partij een landelijke kandidaat volgde. Naast Van Agt overschreed ook Willem Aantjes de voorkeurdrempel, iets dat destijds een zeldzaamheid was voor niet-lijsttrekkers.

## Landelijke kandidaten
- vet: verkozen
- schuin: voorkeurdrempel overschreden

1. Dries van Agt (KVP) - 2.320.914 stemmen
2. Willem Aantjes (ARP) - 129.044
3. Roelof Kruisinga (CHU) - 61.341
4. Frans Andriessen (KVP) - 19.404

## Regionale kandidaten
De plaatsen 5 t/m 30 op de lijst waren per kieskring of stel kieskringen verschillend ingevuld.

### 's-Hertogenbosch, Tilburg
1. Pam Cornelissen (KVP) - 1.528
2. Dien Cornelissen (KVP) - 2.708
3. Tjerk Westerterp (KVP) - 797
4. Jan Nico Scholten (ARP) - 4.961
5. Jo Hendriks (KVP) - 407
6. Gerrit Braks (KVP) - 2.607
7. Harry Aarts (KVP) - 548
8. Marius van Amelsvoort[1] (KVP) - 357
9. Gerard van Leijenhorst[2] (CHU) - 94[3]
10. Ben Hennekam[1] (KVP) - 298
11. Ton van Baars[1] (KVP) - 453
12. A.M.A.J. Janssen (KVP) - 102
13. Louw de Graaf (ARP) - 4
14. A.G.W. Schapenk (CHU) - 22
15. Ed Wagemakers (KVP) - 157
16. A.J.M. Appels (KVP) - 260
17. M. de Leng (KVP) - 41
18. M.A.M. Boersma (KVP) - 774
19. A.B.M. Elkhuizen (KVP) - 67
20. J. Cornelissen (KVP) - 145
21. A.J. Verhoog-Bokma (ARP) - 248
22. Nellie Jacobs-Aarts (KVP) - 525
23. R. de Boer (ARP) - 19
24. W.L.M. Adriaansen (KVP) - 19
25. H.J.M. Schellekens (KVP) - 156
26. A.P.G. Mikkers (KVP) - 239

### Arnhem, Nijmegen, Zwolle
1. Til Gardeniers-Berendsen (KVP) - 3.227
2. Jan de Koning (ARP) - 270[4]
3. Gerard van Leijenhorst (CHU) - 1.365[3]
4. Hans van den Broek (KVP) - 286
5. Hans de Boer (ARP) - 235[4]
6. Herman Wisselink (CHU) - 889
7. Steef Weijers (KVP) - 857
8. Jan van Houwelingen (ARP) - 167
9. Ad Lansink (KVP) - 355
10. Wim Mateman[5][1] (CHU) - 596
11. Martin van Rooijen[5][1] (KVP) - 98
12. W.L.M. Kortekaas (KVP) - 300
13. Hans Bulte (KVP) - 186
14. Bets Borm-Luykx[1] (KVP) - 372
15. Jan Buikema[1] (ARP) - 147
16. Henk Pröpper (KVP) - 120
17. L.P. Heukels (CHU) - 168
18. P.G.J.A.M. Coonen (KVP) - 66
19. Hannie van Leeuwen[6] (ARP) - 4.471[4]
20. G.J. van Hattum (CHU) - 23
21. B. Enserink (ARP) - 94
22. L.A.E. Hesselink (KVP) - 135
23. Lijntje van der Plas-Tanis (CHU) - 119
24. P.G.M. Driessen (KVP) - 139
25. M.J. Hebly (ARP) - 66
26. C.B.J. van Haarlem (KVP) - 294

### Rotterdam, 's-Gravenhage, Leiden, Dordrecht, Middelburg
1. Rinus Peijnenburg (KVP) - 438
2. Hannie van Leeuwen (ARP) - 11.469[4]
3. Huib Eversdijk (CHU) - 974
4. Cor Kleisterlee (KVP) - 442
5. Maarten Schakel (ARP) - 1.964[4]
6. Kees van Dijk (CHU) - 202
7. Piet van der Sanden (KVP) - 259
8. Antoon Veerman (ARP) - 139
9. Joep de Boer[5] (KVP) - 144
10. Willem de Kwaadsteniet[1] (ARP) - 188
11. Gerard van Leijenhorst[2] (CHU) - 738[3]
12. Frans Jozef van der Heijden (KVP) - 102
13. Henk Couprie (ARP) - 63
14. Ton Frinking[1] (KVP) - 75
15. Annemieke van Heel-Kasteel[1] (KVP) - 834
16. Joost van Iersel[1] (KVP) - 69
17. Marten Beinema[1] (ARP) - 106[4]
18. Peter Molthoff (KVP) - 281
19. P. Petermeijer (CHU) - 53
20. A.S. Frowijn (KVP) - 15
21. W. van den Bos Czn. (ARP) - 51
22. R. van der Maesen (KVP) - 254
23. K. Olieman (CHU) - 252
24. H.E.A. Driessen (KVP) - 123
25. L.W.J. van Atten (ARP) - 56
26. E.J. Rutten (KVP) - 137

### Amsterdam, Den Helder, Haarlem, Utrecht
1. Ruud Lubbers (KVP) - 4.686
2. Jaap Boersma (ARP) - 4.220[4]
3. Durk van der Mei (CHU) - 273
4. Ad Hermes (KVP) - 221
5. Gerrit van Dam (ARP) - 135
6. Piet van Zeil (KVP) - 194
7. Stef Dijkman (KVP) - 133
8. Jeltien Kraaijeveld-Wouters (ARP) - 3.522
9. Frans van der Gun (KVP) - 93
10. Hanske Evenhuis-van Essen[5] (CHU) - 773
11. Fred Borgman[1] (ARP) - 250
12. Bert Haars (CHU) - 437
13. Virginie Korte-van Hemel[1] (KVP) - 362
14. Ben Bakker[1] (KVP) - 74
15. Enneüs Heerma (ARP) - 93
16. Joep Mommersteeg[1] (KVP) - 83
17. C.J.J. Nooy (KVP) - 70
18. Hans de Boer[2] (ARP) - 206[4]
19. Gerard van Leijenhorst[2] (CHU) - 411[3]
20. Hanja May-Weggen (ARP) - 106
21. Vincent van der Burg[1] (KVP) - 28
22. J.H.J. Verburg (KVP) - 35
23. G.A. de Boer (ARP) - 74
24. P. Meinema (CHU) - 54
25. J.P.J. Lagrand (KVP) - 172
26. A.J. Bransen (KVP) - 140

### Leeuwarden, Groningen, Assen
1. Bouke Beumer (ARP) - 3.616
2. Teun Tolman (CHU) - 691
3. Fons van der Stee (KVP) - 169
4. Sytze Faber (ARP) - 796
5. Gerard van Muiden (CHU) - 25
6. Ben Hermsen[1] (KVP) - 401
7. Frouwke Laning-Boersema (ARP) - 749
8. Wim Deetman[1] (CHU) - 30
9. Mieke Andela-Baur[1] (KVP) - 1.345
10. Jan van Noord (ARP) - 86
11. Wim Westendorp (KVP) - 136
12. Gerrit Terpstra (ARP) - 23
13. Gerrit Gerritse[1] (CHU) - 15
14. Maarten Schakel (ARP)[6] - 294[4]
15. Pieter de Geus (CHU) - 18
16. S.P. Hoekstra (ARP) - 22
17. Jan de Koning[2] (ARP) - 118[4]
18. Herman van Zwieten (CHU) - 30
19. H. Drost (ARP) - 23
20. D. Wesselius (KVP) - 67
21. Jan Achterstraat (ARP) - 1
22. Toos Grol-Overling (KVP) - 56
23. Fedde Jonkman (ARP) - 112
24. H.A. Geerdink Johannink (KVP) - 72
25. J.J. Matthijse (CHU) - 203
26. Wim van Gelder (ARP) - 44

### Maastricht
1. Harry Notenboom (KVP) - 4.807
2. René van der Linden (KVP) - 9.904
3. Hans Gualthérie van Weezel (CHU) - 122
4. Ted Hazekamp (KVP) - 116
5. Wiel Bremen (KVP) - 7.204
6. Marten Beinema[1] (ARP) - 87[4]
7. C.E.M. de Waal (KVP) - 12.852
8. Bert de Vries (ARP) - 54
9. W. de Graaff (ARP) - 71
10. George van Riet (KVP) - 1.083
11. Ton Lückers-Bergmans (KVP) - 1.856
12. Harry Seijben[1] (KVP) - 701
13. L.J.J. Daems (KVP) - 1.423
14. Walter Paulis (KVP) - 199
15. J.P. Wijnhoven (KVP) - 382
16. M.M.L. de Borgie (KVP) - 1.728
17. Jaap Boersma[7] (ARP) - 355[4]
18. H.P.M.J. Op de Coul (KVP) - 791
19. Chr.L. van Gulyk (CHU) - 6
20. M.J. de Sutter-Besters (KVP) - 25
21. H. van Ruller (ARP) - 4
22. L.G.J. Jacobs (KVP) - 163
23. H.L.P. Poels-Peters (KVP) - 528
24. Harry Persoon (KVP) - 1.747
25. P.H.Ch. Ammerlaan (KVP) - 14
26. Tj. de Graaf (CHU) - 470

CDA · PvdA · VVD · PPR · CPN · D'66 · DS'70 · SGP · Boerenpartij · GPV · PSP · RKPN · DAC · Federatie Bejaardenpartijen Nederland · Partij van de Belastingbetalers · SP · NVU · Verbond tegen Ambtelijke Willekeur · Europese Conservatieve Unie · Lijst 18 (kieskring IX) · KENml · RPF · NMP · Lijst 22
1946 · 1948 · 1952 · 1956 · 1959 · 1963 · 1967 · 1971 · 1972 · 1977
1918 · 1922 · 1925 · 1929 · 1933 · 1937 · 1946 · 1948 · 1952 · 1956 · 1959 · 1963 · 1967 · 1971 · 1972 · 1977
1918 · 1922 · 1925 · 1929 · 1933 · 1937 · 1946 · 1948 · 1952 · 1956 · 1959 · 1963 · 1967 · 1971 · 1972 · 1977
1977 · 1981 · 1982 · 1986 · 1989 · 1994 · 1998 · 2002 · 2003 · 2006 · 2010 · 2012 · 2017 · 2021 · 2023